# Badia de Calp
La Badia de Calp es troba al País Valencià, delimitada, al nord, pel Penyal d'Ifac i, al sud, pel Morro de Toix.

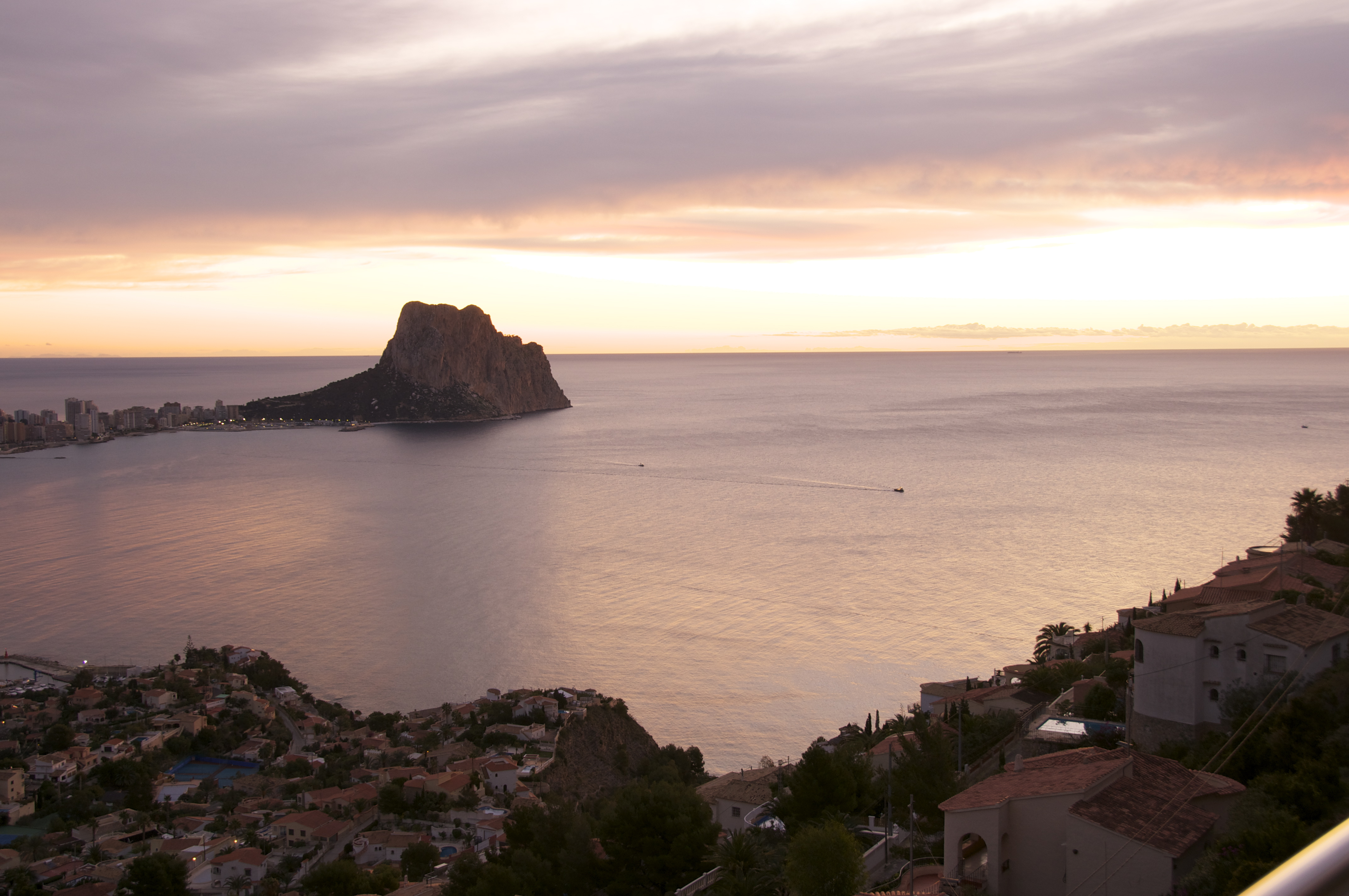
Badia de Calp des de Toix